# Mistrovství světa v ledním hokeji žen 2024
Mistrovství světa v ledním hokeji žen 2024 byl 23. ročník mistrovství světa v ledním hokeji žen, pořádaný Mezinárodní hokejovou federací (IIHF), který se konal v americké Utice od 4. do 14. dubna 2024 v Adirondack Bank Center.

## Účastníci
- Kanada
- Česko
- Finsko
- Německo
- Japonsko
- Švédsko
- Švýcarsko
- USA
- Čína
- Dánsko

## Skupina A

### Tabulka
|  | Postupující do čtvrtfinále |

| P  | Tým       | Z | V | VP | PP | P | GV | GI | +/- | B  |
| -- | --------- | - | - | -- | -- | - | -- | -- | --- | -- |
| 1. | USA       | 4 | 3 | 1  | 0  | 0 | 16 | 3  | +13 | 11 |
| 2. | Kanada    | 4 | 3 | 0  | 1  | 0 | 12 | 2  | +11 | 10 |
| 3. | Česko     | 4 | 2 | 0  | 0  | 2 | 10 | 12 | –2  | 6  |
| 4. | Finsko    | 4 | 1 | 0  | 0  | 3 | 9  | 15 | –6  | 3  |
| 5. | Švýcarsko | 4 | 0 | 0  | 0  | 4 | 3  | 18 | –15 | 0  |

### Zápasy
Všechny časy jsou místní (UTC-4).
| 3. dubna 2024 15:00 | Finsko | 0 : 4 (0:0, 0:2, 0:2) | Česko | Adirondack Bank Center, Utica Návštěvnost: 1 306 |  |

| Report      |             |                 | |                                                                       |
| Sanni Ahola | Sanni Ahola | Brankáři        | Klára Peslarová | Rozhodčí: Shauna Neary Chelsea Rapin Čároví: Alex Clarke Leonie Ernst |
|             |             | 0:1 0:2 0:3 0:4 | 27:23' Šapovalivová (Mlýnková, Hymlárová) 36:58' Hymlárová (Radová) 56:54' Mlýnková (Šapovalivová) 57:44' Plosová (Tejralová) | Rozhodčí: Shauna Neary Chelsea Rapin Čároví: Alex Clarke Leonie Ernst |
| 0 min       | 0 min       | Tresty          | 0 min | Rozhodčí: Shauna Neary Chelsea Rapin Čároví: Alex Clarke Leonie Ernst |
| 21          | 21          | Střely          | 33 | Rozhodčí: Shauna Neary Chelsea Rapin Čároví: Alex Clarke Leonie Ernst |

| 3. dubna 2024 19:00 | USA | 4 : 0 (0:0, 2:0, 2:0) | Švýcarsko | Adirondack Bank Center, Utica Návštěvnost: 3 920 |  |

| Report | |                 |                |                                                                           |
| Aerin Frankel | Aerin Frankel | Brankáři        | Andrea Brändli | Rozhodčí: Cianna Lieffers Amy Martin Čároví: Tiina Saarimäki Justine Todd |
| Winn (Harmon, Scamurra) 25:23' C. Schofield (Carpenter, Knight) 36:00' Knight (Barnes, Harvey) 50:47' Winn (C. Schofield, Knight) 54:41' | Winn (Harmon, Scamurra) 25:23' C. Schofield (Carpenter, Knight) 36:00' Knight (Barnes, Harvey) 50:47' Winn (C. Schofield, Knight) 54:41' | 1:0 2:0 3:0 4:0 |                | Rozhodčí: Cianna Lieffers Amy Martin Čároví: Tiina Saarimäki Justine Todd |
| 4 min | 4 min | Tresty          | 6 min          | Rozhodčí: Cianna Lieffers Amy Martin Čároví: Tiina Saarimäki Justine Todd |
| 55 | 55 | Střely          | 11             | Rozhodčí: Cianna Lieffers Amy Martin Čároví: Tiina Saarimäki Justine Todd |

| 4. dubna 2024 19:00 | Kanada | 4 : 1 (1:0, 2:1, 1:0) | Finsko | Adirondack Bank Center, Utica Návštěvnost: 1 650 |  |

| Report | |                     |                                          |                                                                                        |
| Ann-Renee Desbiens | Ann-Renee Desbiens | Brankáři            | Sanni Ahola                              | Rozhodčí: Jennifer Berezowski Anniina Nurmi Čároví: Melanie Gotsdiner Kristýna Hájková |
| Brianne Jenner (Rattray, Shelton) 9:15' Emma Maltais (Spooner, Shelton) 21:58' Julia Gosling (O'Neill, Serdachny) 39:28' Ella Shelton (Ashton Bell) 57:40' | Brianne Jenner (Rattray, Shelton) 9:15' Emma Maltais (Spooner, Shelton) 21:58' Julia Gosling (O'Neill, Serdachny) 39:28' Ella Shelton (Ashton Bell) 57:40' | 1:0 2:0 2:1 3:1 4:1 | 24:49' Petra Nieminen (Karvinen, Tapani) | Rozhodčí: Jennifer Berezowski Anniina Nurmi Čároví: Melanie Gotsdiner Kristýna Hájková |
| 12 min | 12 min | Tresty              | 8 min                                    | Rozhodčí: Jennifer Berezowski Anniina Nurmi Čároví: Melanie Gotsdiner Kristýna Hájková |
| 36 | 36 | Střely              | 33                                       | Rozhodčí: Jennifer Berezowski Anniina Nurmi Čároví: Melanie Gotsdiner Kristýna Hájková |

| 5. dubna 2024 15:00 | Švýcarsko | 0 : 3 (0:2, 0:0, 0:1) | Kanada | Adirondack Bank Center, Utica Návštěvnost: 2 141 |  |

| Report         |                |             |                                                                                            |                                                                             |
| Andrea Brändli | Andrea Brändli | Brankáři    | Emerance Maschmeyer                                                                        | Rozhodčí: Chelsea Rapin Amanda Tassoni Čároví: Alex Clarke Natalia Suchanek |
|                |                | 0:1 0:2 0:3 | 1:10' Emma Maltais (Spooner, Fast) 7:46' Sarah Nurse 59:41' Sarah Fillier (Poulin, Jenner) | Rozhodčí: Chelsea Rapin Amanda Tassoni Čároví: Alex Clarke Natalia Suchanek |
| 2 min          | 2 min          | Tresty      | 8 min                                                                                      | Rozhodčí: Chelsea Rapin Amanda Tassoni Čároví: Alex Clarke Natalia Suchanek |
| 17             | 17             | Střely      | 45                                                                                         | Rozhodčí: Chelsea Rapin Amanda Tassoni Čároví: Alex Clarke Natalia Suchanek |

| 5. dubna 2024 19:00 | Česko | 0 : 6 (0:1, 0:2, 0:3) | USA | Adirondack Bank Center, Utica Návštěvnost: 3 880 |  |

| Report          |                 |                         | |                                                                                   |
| Klára Peslarová | Klára Peslarová | Brankáři                | Nicole Hensley | Rozhodčí: Julia Kainberger Anniina Nurmi Čároví: Laura Gutauskas Kristýna Hájková |
|                 |                 | 0:1 0:2 0:3 0:4 0:5 0:6 | 6:49' Alexandra Carpenter (Kendall Coyne Schofield) 36:29' Alexandra Carpenter (Harvey, Murphy) 37:28' Laila Edwards (Curl) 43:42' Laila Edwards (Schofield, Harvey) 45:03' Taylor Heise 50:24' Alexandra Carpenter (Harvey, Barnes) | Rozhodčí: Julia Kainberger Anniina Nurmi Čároví: Laura Gutauskas Kristýna Hájková |
| 8 min           | 8 min           | Tresty                  | 37 min | Rozhodčí: Julia Kainberger Anniina Nurmi Čároví: Laura Gutauskas Kristýna Hájková |
| 19              | 19              | Střely                  | 48 | Rozhodčí: Julia Kainberger Anniina Nurmi Čároví: Laura Gutauskas Kristýna Hájková |

| 6. dubna 2024 19:00 | Finsko | 3 : 5 (2:2, 1:2, 0:1) | USA | Adirondack Bank Center, Utica Návštěvnost: 3 902 |  |

| Report | |                                 | |                                                                               |
| Anni Keisala | Anni Keisala | Brankáři                        | Aerin Frankel | Rozhodčí: Shauna Neary Zuzana Svobodová Čároví: Tiina Saarimaki Kirsten Welsh |
| Elisa Holopainen (Jenni Hiirikoski) 6:54' Elisa Holopainen (Karvinen, Laitinen) 19:35' Sofianna Sundelin (Susanna Tapani) 39:20' | Elisa Holopainen (Jenni Hiirikoski) 6:54' Elisa Holopainen (Karvinen, Laitinen) 19:35' Sofianna Sundelin (Susanna Tapani) 39:20' | 1:0 1:1 1:2 2:2 2:3 2:4 3:4 3:5 | 7:58' Abbey Murphy (Bilka, Harvey) 18:16' Hilary Knight (Edwards, Heise) 27:42' Taylor Heise (Abbey Murphy) 31:40' Kendall Coyne Schofield (Haley Winn) 40:15' Kendall Coyne Schofield (Carpenter, Knight) | Rozhodčí: Shauna Neary Zuzana Svobodová Čároví: Tiina Saarimaki Kirsten Welsh |
| 12 min | 12 min | Tresty                          | 12 min | Rozhodčí: Shauna Neary Zuzana Svobodová Čároví: Tiina Saarimaki Kirsten Welsh |
| 12 | 12 | Střely                          | 45 | Rozhodčí: Shauna Neary Zuzana Svobodová Čároví: Tiina Saarimaki Kirsten Welsh |

| 7. dubna 2024 15:00 | Kanada | 5 : 0 (3:0, 1:0, 1:0) | Česko | Adirondack Bank Center, Utica Návštěvnost: 2 004 |  |

| Report | |                     |                 |                                                                               |
| Ann-Renee Desbiens | Ann-Renee Desbiens | Brankáři            | Klára Peslarová | Rozhodčí: Melissa Doyle Samantha Hiller Čároví: Sarah Buckner Alexia Cheyroux |
| Danielle Serdachny (Kristin O'Neill) 2:07' Kristin O'Neill (Sarah Nurse) 9:00' Kristin O'Neill 17:30' Renata Fast (Rattray, Nurse) 24:31' Laura Stacey (Larocque, Turnbull) 45:43' | Danielle Serdachny (Kristin O'Neill) 2:07' Kristin O'Neill (Sarah Nurse) 9:00' Kristin O'Neill 17:30' Renata Fast (Rattray, Nurse) 24:31' Laura Stacey (Larocque, Turnbull) 45:43' | 1:0 2:0 3:0 4:0 5:0 |                 | Rozhodčí: Melissa Doyle Samantha Hiller Čároví: Sarah Buckner Alexia Cheyroux |
| 4 min | 4 min | Tresty              | 8 min           | Rozhodčí: Melissa Doyle Samantha Hiller Čároví: Sarah Buckner Alexia Cheyroux |
| 42 | 42 | Střely              | 13              | Rozhodčí: Melissa Doyle Samantha Hiller Čároví: Sarah Buckner Alexia Cheyroux |

| 8. dubna 2024 15:00 | Švýcarsko | 2 : 5 (1:2, 0:2, 1:1) | Finsko | Adirondack Bank Center, Utica Návštěvnost: 1 319 |  |

| Report                                                                            |                                                                                   |                             | |                                                                               |
| Andrea Brändli                                                                    | Andrea Brändli                                                                    | Brankáři                    | Sanni Ahola | Rozhodčí: Julia Kainberger Amy Martin Čároví: Sarah Buckner Melanie Gotsdiner |
| Lara Stalder (Baechler, Christen) 14:14' Sinja Leemann 50:49' (Zimmermann, Wetli) | Lara Stalder (Baechler, Christen) 14:14' Sinja Leemann 50:49' (Zimmermann, Wetli) | 0:1 1:1 1:2 1:3 1:4 2:4 2:5 | 0:42' Petra Nieminen 19:52' Ronja Savolainen (Tulus, Hiirikoski) 24:51' Sanni Vanhanen (Laitinen, Hiirikoski) 33:58' Susanna Tapani (Jenni Hiirikoski) 58:31' Jenni Hiirikoski | Rozhodčí: Julia Kainberger Amy Martin Čároví: Sarah Buckner Melanie Gotsdiner |
| 6 min                                                                             | 6 min                                                                             | Tresty                      | 0 min | Rozhodčí: Julia Kainberger Amy Martin Čároví: Sarah Buckner Melanie Gotsdiner |
| 15                                                                                | 15                                                                                | Střely                      | 33 | Rozhodčí: Julia Kainberger Amy Martin Čároví: Sarah Buckner Melanie Gotsdiner |

| 8. dubna 2024 19:00 | USA | 1 : 0 PP (0:0, 0:0, 0:0 –⁠⁠⁠⁠⁠⁠ 1:0) | Kanada | Adirondack Bank Center, Utica Návštěvnost: 4 017 |  |

| Report                                 |                                        |                 |                    |                                                                         |
| Aerin Frankel                          | Aerin Frankel                          | Brankáři        | Ann-Renee Desbiens | Rozhodčí: Shauna Neary Amanda Tassoni Čároví: Alex Clarke Kirsten Welsh |
| Kirsten Simms (Caroline Harvey) 63:38' | Kirsten Simms (Caroline Harvey) 63:38' | Prodloužení 1:0 |                    | Rozhodčí: Shauna Neary Amanda Tassoni Čároví: Alex Clarke Kirsten Welsh |
| 8 min                                  | 8 min                                  | Tresty          | 6 min              | Rozhodčí: Shauna Neary Amanda Tassoni Čároví: Alex Clarke Kirsten Welsh |
| 30                                     | 30                                     | Střely          | 26                 | Rozhodčí: Shauna Neary Amanda Tassoni Čároví: Alex Clarke Kirsten Welsh |

| 9. dubna 2024 15:00 | Česko | 6 : 1 (1:1, 2:0, 3:0) | Švýcarsko | Adirondack Bank Center, Utica Návštěvnost: 1 388 |  |

| Report | |                             |                                      |                                                                                   |
| Klára Peslarová | Klára Peslarová | Brankáři                    | Saskia Maurer                        | Rozhodčí: Cianna Lieffers Chelsea Rapin Čároví: Melanie Gotsdiner Kamila Smetková |
| Aneta Tejralová (Tereza Vanišová) 00:37' Tereza Vanišová (Křížová, Pejzlová) 34:03' Natálie Mlýnková (Adéla Šapovalivová) 35:09' Daniela Pejšová (Čajanová, Mlýnková) 49:46' Natálie Mlýnková (Klára Hymlárová) 55:05' Natálie Mlýnková (Přibylová, Pejšová) 59:56' | Aneta Tejralová (Tereza Vanišová) 00:37' Tereza Vanišová (Křížová, Pejzlová) 34:03' Natálie Mlýnková (Adéla Šapovalivová) 35:09' Daniela Pejšová (Čajanová, Mlýnková) 49:46' Natálie Mlýnková (Klára Hymlárová) 55:05' Natálie Mlýnková (Přibylová, Pejšová) 59:56' | 1:0 1:1 2:1 3:1 4:1 5:1 6:1 | 16:31' Lara Stalder (Müller, Enzler) | Rozhodčí: Cianna Lieffers Chelsea Rapin Čároví: Melanie Gotsdiner Kamila Smetková |
| 8 min | 8 min | Tresty                      | 6 min                                | Rozhodčí: Cianna Lieffers Chelsea Rapin Čároví: Melanie Gotsdiner Kamila Smetková |
| 36 | 36 | Střely                      | 19                                   | Rozhodčí: Cianna Lieffers Chelsea Rapin Čároví: Melanie Gotsdiner Kamila Smetková |

## Skupina B

### Tabulka
|  | Postupující do čtvrtfinále |
|  | Sestupující do divize IA   |

| P  | Tým      | Z | V | VP | PP | P | GV | GI | +/- | B  |
| -- | -------- | - | - | -- | -- | - | -- | -- | --- | -- |
| 1. | Německo  | 4 | 4 | 0  | 0  | 0 | 13 | 2  | +11 | 12 |
| 2. | Švédsko  | 4 | 3 | 0  | 0  | 1 | 17 | 5  | +12 | 9  |
| 3. | Japonsko | 4 | 1 | 0  | 1  | 2 | 8  | 13 | –5  | 4  |
| 4. | Čína     | 4 | 0 | 1  | 1  | 2 | 5  | 15 | –10 | 3  |
| 5. | Dánsko   | 4 | 0 | 1  | 0  | 3 | 4  | 12 | –8  | 2  |

### Zápasy
Všechny časy jsou místní (UTC-4).
| 3. dubna 2024 11:00 | Dánsko | 1 : 3 (0:0, 0:2, 1:1) | Švédsko | Adirondack Bank Center, Utica Návštěvnost: 3 255 |  |

| Report                |                       |                 | |                                                                                 |
| Emma-Sofie Nordstrøm  | Emma-Sofie Nordstrøm  | Brankáři        | Emma Söderberg | Rozhodčí: Julia Kainberger Amanda Tassoni Čároví: Laura Gutasukas Kirsten Welsh |
| Jensen (Ranum) 51:26' | Jensen (Ranum) 51:26' | 0:1 0:2 0:3 1:3 | 32:19' Wikner-Zienkiewicz (Nylén Persson) 38:54' Ljungblom (Svensson, Lundin) 44:11' Bouveng (Forsgren, Hjalmarsson) | Rozhodčí: Julia Kainberger Amanda Tassoni Čároví: Laura Gutasukas Kirsten Welsh |
| 8 min                 | 8 min                 | Tresty          | 2 min | Rozhodčí: Julia Kainberger Amanda Tassoni Čároví: Laura Gutasukas Kirsten Welsh |
| 5                     | 5                     | Střely          | 39 | Rozhodčí: Julia Kainberger Amanda Tassoni Čároví: Laura Gutasukas Kirsten Welsh |

| 4. dubna 2024 11:00 | Čína | 3 : 2 SN (0:1, 1:0, 1:1 - 0:0 - 1:0) | Japonsko | Adirondack Bank Center, Utica Návštěvnost: 2 308 |  |

| Report                                                              |                                                                     |                                        |                                                                               |                                                                                |
| Jiahui Zhan                                                         | Jiahui Zhan                                                         | Brankáři                               | Miyuu Masahura                                                                | Rozhodčí: Vanessa Anselm Melissa Doyle Čároví: Alexia Cheyroux Kamila Smetková |
| Jinglei Yang 37:45' Yingying Guan (Liu, Zhang) 47:37' Yingying Guan | Jinglei Yang 37:45' Yingying Guan (Liu, Zhang) 47:37' Yingying Guan | 0:1 1:1 1:2 2:2 Samostatné nájezdy 3:2 | 4:12' Akane Shiga (Hikaru Yamashita) 43:37' Makoto Ito (Ao. Shiga, Ak. Shiga) | Rozhodčí: Vanessa Anselm Melissa Doyle Čároví: Alexia Cheyroux Kamila Smetková |
| 4 min                                                               | 4 min                                                               | Tresty                                 | 6 min                                                                         | Rozhodčí: Vanessa Anselm Melissa Doyle Čároví: Alexia Cheyroux Kamila Smetková |
| 17                                                                  | 17                                                                  | Střely                                 | 52                                                                            | Rozhodčí: Vanessa Anselm Melissa Doyle Čároví: Alexia Cheyroux Kamila Smetková |

| 4. dubna 2024 15:00 | Dánsko | 1 : 5 (0:1, 0:1, 1:3) | Německo | Adirondack Bank Center, Utica Návštěvnost: 1 385 |  |

| Report                                         |                                                |                         | |                                                                                   |
| Emma-Sofie Nordström                           | Emma-Sofie Nordström                           | Brankáři                | Sandra Abstreiter | Rozhodčí: Samantha Hiller Zuzana Svobodová Čároví: Sarah Buckner Natalia Suchanek |
| Nicoline Jensen (Friis-Hansen, Asperup) 56:15' | Nicoline Jensen (Friis-Hansen, Asperup) 56:15' | 0:1 0:2 0:3 0:4 1:4 1:5 | 19:46' Lilli Welcke (Welcke Lu., Botthof) 39:10' Laura Kluge (Gleissner, Hark) 44:49' Ronja Hark (Nix, Kluge) 52:43' Jule Shiefer (Celina Haider) 57:14' Emily Nix | Rozhodčí: Samantha Hiller Zuzana Svobodová Čároví: Sarah Buckner Natalia Suchanek |
| 12 min                                         | 12 min                                         | Tresty                  | 8 min | Rozhodčí: Samantha Hiller Zuzana Svobodová Čároví: Sarah Buckner Natalia Suchanek |
| 12                                             | 12                                             | Střely                  | 44 | Rozhodčí: Samantha Hiller Zuzana Svobodová Čároví: Sarah Buckner Natalia Suchanek |

| 5. dubna 2024 11:00 | Švédsko | 8 : 1 (4:0, 4:1, 0:0) | Čína | Adirondack Bank Center, Utica Návštěvnost: 2 041 |  |

| Report |

| 6. dubna 2024 15:00 | Japonsko | 1 : 4 (0:0, 0:2, 1:2) | Německo | Adirondack Bank Center, Utica Návštěvnost: 1 831 |  |

| Report                              |                                     |                     | |                                                                                         |
| Riko Kawaguchi                      | Riko Kawaguchi                      | Brankáři            | Sandra Abstreiter | Rozhodčí: Jennifer Berezowski Cianna Lieffers Čároví: Melanie Gotsdiner Kamila Smetková |
| Akane Shiga (Hitosato, Sato) 58:37' | Akane Shiga (Hitosato, Sato) 58:37' | 0:1 0:2 0:3 1:3 1:4 | 35:45' Julie Schiefer (Feldmeier, Strobel) 38:23' Bernadette Karpf (Strobel, Welcke Lu.) 58:14' Luisa Welcke (Woigt, Welcke Li.) 59:06' Nicola Eisenschmid | Rozhodčí: Jennifer Berezowski Cianna Lieffers Čároví: Melanie Gotsdiner Kamila Smetková |
| 6 min                               | 6 min                               | Tresty              | 8 min | Rozhodčí: Jennifer Berezowski Cianna Lieffers Čároví: Melanie Gotsdiner Kamila Smetková |
| 30                                  | 30                                  | Střely              | 29 | Rozhodčí: Jennifer Berezowski Cianna Lieffers Čároví: Melanie Gotsdiner Kamila Smetková |

| 7. dubna 2024 11:00 | Švédsko | 6 : 2 (2:0, 1:2, 3:0) | Japonsko | Adirondack Bank Center, Utica Návštěvnost: 2 194 |  |

| Report         |                |          |                |                                                                                      |
| Emma Soderberg | Emma Soderberg | Brankáři | Riko Kawaguchi | Rozhodčí: Vanessa Anselm Jennifer Berezowski Čároví: Laura Gutauskas Kamila Smetková |

| 7. dubna 2024 19:00 | Čína | 1 : 2 SN (0:0, 0:1, 1:0 – 0:0 – 0:1) | Dánsko | Adirondack Bank Center, Utica Návštěvnost: 1 548 |  |

| Report                         |                                |                                |                                                                                         |                                                                               |
| Jiahui Zhan                    | Jiahui Zhan                    | Brankáři                       | Emma-Sofie Nordström                                                                    | Rozhodčí: Chelsea Rapin Zuzana Svobodová Čároví: Lenie Ernst Kristýna Hájková |
| Minghui Kong (Fang, Yu) 58:09' | Minghui Kong (Fang, Yu) 58:09' | 0:1 1:1 Samostatné nájezdy 1:2 | 38:28' Amanda Refsgaard (Kielstrup, Jensen) Frederikke Foss Nicoline Sondergaard Jensen | Rozhodčí: Chelsea Rapin Zuzana Svobodová Čároví: Lenie Ernst Kristýna Hájková |
| 2 min                          | 2 min                          | Tresty                         | 4 min                                                                                   | Rozhodčí: Chelsea Rapin Zuzana Svobodová Čároví: Lenie Ernst Kristýna Hájková |
| 24                             | 24                             | Střely                         | 35                                                                                      | Rozhodčí: Chelsea Rapin Zuzana Svobodová Čároví: Lenie Ernst Kristýna Hájková |

| 8. dubna 2024 11:00 | Německo | 1 : 0 (0:0, 0:0, 1:0) | Švédsko | Adirondack Bank Center, Utica Návštěvnost: 1 808 |  |

| Report                                       |                                              |          |                |                                                                                |
| Sandra Abstreiter                            | Sandra Abstreiter                            | Brankáři | Emma Soderberg | Rozhodčí: Vanessa Anselm Aniina Nurmi Čároví: Alexia Cheyroux Natalia Suchanek |
| Franziska Feldmeier (Botthof, Haider) 48:35' | Franziska Feldmeier (Botthof, Haider) 48:35' | 1:0      |                | Rozhodčí: Vanessa Anselm Aniina Nurmi Čároví: Alexia Cheyroux Natalia Suchanek |
| 8 min                                        | 8 min                                        | Tresty   | 8 min          | Rozhodčí: Vanessa Anselm Aniina Nurmi Čároví: Alexia Cheyroux Natalia Suchanek |
| 24                                           | 24                                           | Střely   | 32             | Rozhodčí: Vanessa Anselm Aniina Nurmi Čároví: Alexia Cheyroux Natalia Suchanek |

| 9. dubna 2024 11:00 | Německo | 3 : 0 (2:0, 0:0, 1:0) | Čína | Adirondack Bank Center, Utica Návštěvnost: 2 638 |  |

| Report | |             |             |                                                                                |
| Lisa Hemmerle | Lisa Hemmerle | Brankáři    | Jiahui Zhan | Rozhodčí: Melissa Doyle Zuzana Svobodová Čároví: Natalia Suchanek Justine Todd |
| Laura Kluge (Daria Gleissner) 00:28' Anna Nix (Eisenschmid, Kluge) 15:57' Bernadette Karpf (Katarina Jobst-Smith) 57:22' | Laura Kluge (Daria Gleissner) 00:28' Anna Nix (Eisenschmid, Kluge) 15:57' Bernadette Karpf (Katarina Jobst-Smith) 57:22' | 1:0 2:0 3:0 |             | Rozhodčí: Melissa Doyle Zuzana Svobodová Čároví: Natalia Suchanek Justine Todd |
| 8 min | 8 min | Tresty      | 4 min       | Rozhodčí: Melissa Doyle Zuzana Svobodová Čároví: Natalia Suchanek Justine Todd |
| 44 | 44 | Střely      | 9           | Rozhodčí: Melissa Doyle Zuzana Svobodová Čároví: Natalia Suchanek Justine Todd |

| 9. dubna 2024 19:00 | Japonsko | 3 : 0 (1:0, 1:0, 1:0) | Dánsko | Adirondack Bank Center, Utica Návštěvnost: 1 619 |  |

| Report                                                                                |                                                                                       |             |                      |                                                                               |
| Riko Kawaguchi                                                                        | Riko Kawaguchi                                                                        | Brankáři    | Emma-Sofie Nordström | Rozhodčí: Vanessa Anselm Samantha Hiller Čároví: Leonie Ernst Tiina Saarimaki |
| Remi Koyama (Toko, Hitosato) 04:47' Suzuka Taka (Akane Shiga) 30:17' Rui Ukita 56:37' | Remi Koyama (Toko, Hitosato) 04:47' Suzuka Taka (Akane Shiga) 30:17' Rui Ukita 56:37' | 1:0 2:0 3:0 |                      | Rozhodčí: Vanessa Anselm Samantha Hiller Čároví: Leonie Ernst Tiina Saarimaki |
| 0 min                                                                                 | 0 min                                                                                 | Tresty      | 6 min                | Rozhodčí: Vanessa Anselm Samantha Hiller Čároví: Leonie Ernst Tiina Saarimaki |
| 31                                                                                    | 31                                                                                    | Střely      | 8                    | Rozhodčí: Vanessa Anselm Samantha Hiller Čároví: Leonie Ernst Tiina Saarimaki |

## Play-off

### Pavouk
|  | Čtvrtfinále 1 |               |               |  |  |              |              |              |  |               |               |               |   |
|  | A1            | USA           | 10            |  |  |              |              |              |  |               |               |               |   |
|  | B3            | Japonsko      | 0             |  |  | Semifinále 1 | Semifinále 1 | Semifinále 1 |  |               |               |               |   |
|  |               |               |               |  |  |              | USA          | 5            |  |               |               |               |   |
|  | Čtvrtfinále 2 | Čtvrtfinále 2 | Čtvrtfinále 2 |  |  | Finsko       | 0            |              |  |               |               |               |   |
|  | A4            | Finsko        | 3             |  |  |              |              |              |  |               |               |               |   |
|  | A5            | Švýcarsko     | 1             |  |  |              |              |              |  | Finále        | Finále        | Finále        |   |
|  |               |               |               |  |  |              |              |              |  |               |               | USA           | 5 |
|  | Čtvrtfinále 3 | Čtvrtfinále 3 | Čtvrtfinále 3 |  |  |              |              |              |  |               |               | Kanada (PP)   | 6 |
|  | A3            | Česko         | 1             |  |  |              |              |              |  |               |               |               |   |
|  | B1            | Německo       | 0             |  |  | Semifinále 2 | Semifinále 2 | Semifinále 2 |  | Zápas o bronz | Zápas o bronz | Zápas o bronz |   |
|  |               |               |               |  |  |              | Kanada       | 4            |  |               | Finsko (SN)   | 3             |   |
|  | Čtvrtfinále 4 | Čtvrtfinále 4 | Čtvrtfinále 4 |  |  | Česko        | 0            |              |  |               | Česko         | 2             |   |
|  | A2            | Kanada        | 5             |  |  |              |              |              |  |               |               |               |   |
|  | B2            | Švédsko       | 1             |  |  |              |              |              |  |               |               |               |   |

### Čtvrtfinále
Všechny časy jsou místní (UTC-4).
| 11. dubna 2024 10:00 | Finsko | 3 : 1 (1:1, 1:0, 1:0) | Švýcarsko | Adirondack Bank Center, Utica Návštěvnost: 1 399 |  |

| Report | |                 |                                     |                                                                             |
| Sanni Ahola | Sanni Ahola | Brankáři        | Andrea Brändli                      | Rozhodčí: Melissa Doyle Amanda Tassoni Čároví: Laura Gutauskas Justine Todd |
| Petra Nieminen (Laitinen, Hiirikoski) 10:59' Susanna Tapani (Nieminen, Savolainen) 36:34' Nelli Laitinen (Karvinen, Tapani) 42:42' | Petra Nieminen (Laitinen, Hiirikoski) 10:59' Susanna Tapani (Nieminen, Savolainen) 36:34' Nelli Laitinen (Karvinen, Tapani) 42:42' | 0:1 1:1 2:1 3:1 | 01:22' Ivana Wey (Muller, Christen) | Rozhodčí: Melissa Doyle Amanda Tassoni Čároví: Laura Gutauskas Justine Todd |
| 14 min | 14 min | Tresty          | 8 min                               | Rozhodčí: Melissa Doyle Amanda Tassoni Čároví: Laura Gutauskas Justine Todd |
| 37 | 37 | Střely          | 17                                  | Rozhodčí: Melissa Doyle Amanda Tassoni Čároví: Laura Gutauskas Justine Todd |

| 11. dubna 2024 13:30 | Česko | 1 : 0 (0:0, 0:0, 1:0) | Německo | Adirondack Bank Center, Utica Návštěvnost: 1 388 |  |

| Report                                      |                                             |          |                   |                                                                               |
| Klára Peslarová                             | Klára Peslarová                             | Brankáři | Sandra Abstreiter | Rozhodčí: Cianna Lieffers Anniina Nurmi Čároví: Alexia Cheyroux Kirsten Welsh |
| Daniela Pejšová (Tejralová, Pejzová) 52:54' | Daniela Pejšová (Tejralová, Pejzová) 52:54' | 1:0      |                   | Rozhodčí: Cianna Lieffers Anniina Nurmi Čároví: Alexia Cheyroux Kirsten Welsh |
| 27 min                                      | 27 min                                      | Tresty   | 2 min             | Rozhodčí: Cianna Lieffers Anniina Nurmi Čároví: Alexia Cheyroux Kirsten Welsh |
| 24                                          | 24                                          | Střely   | 17                | Rozhodčí: Cianna Lieffers Anniina Nurmi Čároví: Alexia Cheyroux Kirsten Welsh |

| 11. dubna 2024 17:00 | Kanada | 5 : 1 (2:1, 1:0, 2:0) | Švédsko | Adirondack Bank Center, Utica Návštěvnost: 1 512 |  |

| Report              |                     |                         |                |                                                                             |
| Emerance Maschmeyer | Emerance Maschmeyer | Brankáři                | Emma Soderberg | Rozhodčí: Julia Kainberger Amy Martin Čároví: Sarah Buckner Tiina Saarimaki |
|                     |                     | 1:0 2:0 2:1 3:1 4:1 5:1 |                | Rozhodčí: Julia Kainberger Amy Martin Čároví: Sarah Buckner Tiina Saarimaki |
| 10 min              | 10 min              | Tresty                  | 8 min          | Rozhodčí: Julia Kainberger Amy Martin Čároví: Sarah Buckner Tiina Saarimaki |
| 44                  | 44                  | Střely                  | 18             | Rozhodčí: Julia Kainberger Amy Martin Čároví: Sarah Buckner Tiina Saarimaki |

| 11. dubna 2024 20:30 | USA | 10 : 0 (3:0, 6:0, 1:0) | Japonsko | Adirondack Bank Center, Utica Návštěvnost: 3 504 |  |

| Report        |               |                                          |                |                                                                             |
| Aerin Frankel | Aerin Frankel | Brankáři                                 | Riko Kawaguchi | Rozhodčí: Samantha Hiller Shauna Neary Čároví: Alex Clarke Kristýna Hájková |
|               |               | 1:0 2:0 3:0 4:0 5:0 6:0 7:0 8:0 9:0 10:0 |                | Rozhodčí: Samantha Hiller Shauna Neary Čároví: Alex Clarke Kristýna Hájková |
| 2 min         | 2 min         | Tresty                                   | 0 min          | Rozhodčí: Samantha Hiller Shauna Neary Čároví: Alex Clarke Kristýna Hájková |
| 48            | 48            | Střely                                   | 14             | Rozhodčí: Samantha Hiller Shauna Neary Čároví: Alex Clarke Kristýna Hájková |

### Semifinále
Oba časy jsou místní (UTC-4).
| 13. dubna 2024 15:00 | USA | 5 : 0 (1:0, 1:0, 3:0) | Finsko | Adirondack Bank Center, Utica Návštěvnost: 3 989 |  |

| Report        |               |                     |             |                                                                                  |
| Aerin Frankel | Aerin Frankel | Brankáři            | Sanni Ahola | Rozhodčí: Julia Kainberger Cianna Lieffers Čároví: Kristýna Hájková Justine Todd |
|               |               | 1:0 2:0 3:0 4:0 5:0 |             | Rozhodčí: Julia Kainberger Cianna Lieffers Čároví: Kristýna Hájková Justine Todd |
| 4 min         | 4 min         | Tresty              | 6 min       | Rozhodčí: Julia Kainberger Cianna Lieffers Čároví: Kristýna Hájková Justine Todd |
| 55            | 55            | Střely              | 15          | Rozhodčí: Julia Kainberger Cianna Lieffers Čároví: Kristýna Hájková Justine Todd |

| 13. dubna 2024 19:00 | Kanada | 4 : 0 (2:0, 1:0, 1:0) | Česko | Adirondack Bank Center, Utica Návštěvnost: 2 121 |  |

| Report            |                   |                 |                 |                                                                              |
| An-Renee Desbiens | An-Renee Desbiens | Brankáři        | Klára Peslarová | Rozhodčí: Anniina Nurmi Amanda Tassoni Čároví: Sarah Buckner Tiina Saarimaki |
|                   |                   | 1:0 2:0 3:0 4:0 |                 | Rozhodčí: Anniina Nurmi Amanda Tassoni Čároví: Sarah Buckner Tiina Saarimaki |
| 6 min             | 6 min             | Tresty          | 8 min           | Rozhodčí: Anniina Nurmi Amanda Tassoni Čároví: Sarah Buckner Tiina Saarimaki |
| 47                | 47                | Střely          | 9               | Rozhodčí: Anniina Nurmi Amanda Tassoni Čároví: Sarah Buckner Tiina Saarimaki |

### O páté místo
Čas je místní (UTC-4).
| 13. dubna 2024 11:00 | Švýcarsko | 3 : 2 PP (1:0, 1:2, 0:0 – 1:0) | Německo | Adirondack Bank Center, Utica Návštěvnost: 1 423 |  |

| Report         |                |                                 |                   |                                                                              |
| Andrea Brändli | Andrea Brändli | Brankáři                        | Sandra Abstreiter | Rozhodčí: Samantha Hiller Shauna Neary Čároví: Laura Gutauskas Kirtsen Welsh |
|                |                | 1:0 1:1 2:1 2:2 Prodloužení 3:2 |                   | Rozhodčí: Samantha Hiller Shauna Neary Čároví: Laura Gutauskas Kirtsen Welsh |
| 6 min          | 6 min          | Tresty                          | 4 min             | Rozhodčí: Samantha Hiller Shauna Neary Čároví: Laura Gutauskas Kirtsen Welsh |
| 23             | 23             | Střely                          | 23                | Rozhodčí: Samantha Hiller Shauna Neary Čároví: Laura Gutauskas Kirtsen Welsh |

### O třetí místo
Čas je místní (UTC-4).
| 14. dubna 2024 13:00 | Česko | 2 : 3 SN (0:0, 1:2, 1:0 – 0:0 – 0:1) | Finsko | Adirondack Bank Center, Utica Návštěvnost: 2 014 |  |

| Report | |                                                        | |                                                                                |
| Klára Peslarová                                                                                              | Klára Peslarová                                                                                              | Brankáři                                               | Sanni Ahola                                                                                         | Rozhodčí: Samantha Hiller Shauna Neary Čároví: Laura Gutauskas Tiina Saarimaki |
| Pejzlová (Vanišová) 25:50' Křížová (Plosová, Radová) 44:11' Mlýnková Hymlárová Šapovalivová Čajanová Křížová | Pejzlová (Vanišová) 25:50' Křížová (Plosová, Radová) 44:11' Mlýnková Hymlárová Šapovalivová Čajanová Křížová | 0:1 1:1 1:2 2:2 Samostatné nájezdy 0:0 0:1 1:1 1:2 1:2 | 20:20' Karvinen (Tapani, Nieminen) 36:30' Vainikka (Holopainen) Karvinen Vainikka Nieminen Vanhanen | Rozhodčí: Samantha Hiller Shauna Neary Čároví: Laura Gutauskas Tiina Saarimaki |
| 6 min | 6 min | Tresty                                                 | 6 min                                                                                               | Rozhodčí: Samantha Hiller Shauna Neary Čároví: Laura Gutauskas Tiina Saarimaki |
| 31 | 31 | Střely                                                 | 49                                                                                                  | Rozhodčí: Samantha Hiller Shauna Neary Čároví: Laura Gutauskas Tiina Saarimaki |

### Finále
Čas je místní (UTC-4).
| 14. dubna 2024 17:00 | USA | 5 : 6 PP (1:1, 2:2, 2:2 – 0:1) | Kanada | Adirondack Bank Center, Utica Návštěvnost: 4 142 |  |

| Report | |                                             | |                                                                               |
| Aerin Frankel | Aerin Frankel | Brankáři                                    | An-Renee Desbiens | Rozhodčí: Cianna Lieffers Amanda Tassoni Čároví: Alex Clarke Kristýna Hájková |
| Edwards (Heise) 08:12' Keller (Bilka, Murphy) 30:10' Carpenter (Coyne Schofield, Curl) 36:32' Knight (Harvey, Edwards) 48:56' Harvey (Eden, Scamurra) 54:58' | Edwards (Heise) 08:12' Keller (Bilka, Murphy) 30:10' Carpenter (Coyne Schofield, Curl) 36:32' Knight (Harvey, Edwards) 48:56' Harvey (Eden, Scamurra) 54:58' | 0:1 1:1 1:2 2:2 3:2 3:3 4:3 4:4 4:5 5:5 5:6 | 06:32' Ambrose 23:08' J. Gosling (Bourbonnais) 38:58' Poulin 50:46' Clark (Stacey) 52:19' Poulin (Fast) 65:16' Serdachny (Ambrose, Desbiens) | Rozhodčí: Cianna Lieffers Amanda Tassoni Čároví: Alex Clarke Kristýna Hájková |
| 4 min | 4 min | Tresty                                      | 6 min | Rozhodčí: Cianna Lieffers Amanda Tassoni Čároví: Alex Clarke Kristýna Hájková |
| 24 | 24 | Střely                                      | 30 | Rozhodčí: Cianna Lieffers Amanda Tassoni Čároví: Alex Clarke Kristýna Hájková |

## Konečné pořadí
| Poř.             | Tým       | Z | V | VP | PP | P | GV | GI | +/− | B  | Konečný výsledek         |
| ---------------- | --------- | - | - | -- | -- | - | -- | -- | --- | -- | ------------------------ |
| Zlatá medaile    | Kanada    | 7 | 5 | 1  | 1  | 0 | 27 | 8  | +19 | 10 | Vítěz                    |
| Stříbrná medaile | USA       | 7 | 5 | 1  | 1  | 0 | 36 | 9  | +27 | 11 | Finalista                |
| Bronzová medaile | Finsko    | 7 | 2 | 1  | 0  | 4 | 15 | 23 | −8  | 3  | Třetí místo              |
| 4.               | Česko     | 7 | 3 | 0  | 1  | 3 | 13 | 19 | −6  | 6  | Čtvrté místo             |
|                  |           |   |   |    |    |   |    |    |     |    |                          |
| 5.               | Švýcarsko | 6 | 0 | 1  | 0  | 5 | 7  | 23 | −16 | 2  | O 5. místo               |
| 6.               | Německo   | 6 | 4 | 0  | 1  | 1 | 15 | 6  | +9  | 13 | O 5. místo               |
|                  |           |   |   |    |    |   |    |    |     |    |                          |
| 7.               | Švédsko   | 5 | 3 | 0  | 0  | 2 | 18 | 10 | +8  | 9  |                          |
| 8.               | Japonsko  | 5 | 1 | 0  | 1  | 3 | 8  | 23 | −15 | 4  |                          |
|                  |           |   |   |    |    |   |    |    |     |    |                          |
| 9.               | Čína      | 4 | 0 | 1  | 1  | 2 | 5  | 15 | −10 | 3  | Sestupující do Divize IA |
| 10.              | Dánsko    | 4 | 0 | 1  | 0  | 3 | 4  | 12 | −8  | 2  | Sestupující do Divize IA |